# 易變輝石
易變輝石（英語：Pigeonite）是輝石族單斜輝石亞族的一種礦物。 化學成分為(Ca,Mg,Fe)(Mg,Fe)Si2O6。 其中鈣離子成分在 5% 到 25% ，其剩餘餘陽離子由鐵和鎂組成。
輝石有兩種同質異形礦物，其晶系分為單斜晶系與正交晶系。易變輝石屬前者晶系，易變輝石和輝石可形成固溶体，但固溶体有間隙非連續性。 在低溫下，與輝石和斜方輝石相比，易變輝石不穩定。易變輝石的穩定性根據礦物中的 Fe/Mg 比例，含 Mg 高的成分，其穩定溫度高； 若 Fe/Mg 比值為1，其穩定溫度溫度約為 900 °C。 因此，易變輝石能指出岩漿的結晶溫度，也間接地為岩漿的含水量提供了證據.
易變輝石 在地球上的火山岩中常以斑晶出現，在火星和月球的隕石中以普通晶體出現。 在侵入岩中，則易變輝石缺失。 因爲岩漿的緩慢冷卻使鈣有充裕的時間從晶體出溶（exsolution）出來，形成片狀鈣質單斜輝石， 易變輝石也消失。如隨附的顯微圖像所示，易變輝石分解為斜方輝石和輝石的結構證據。
易變輝石的標準產地在明尼蘇達州 Pigeon Point 的蘇必利爾湖岸邊，也以地名命名